# Adam Asnyk

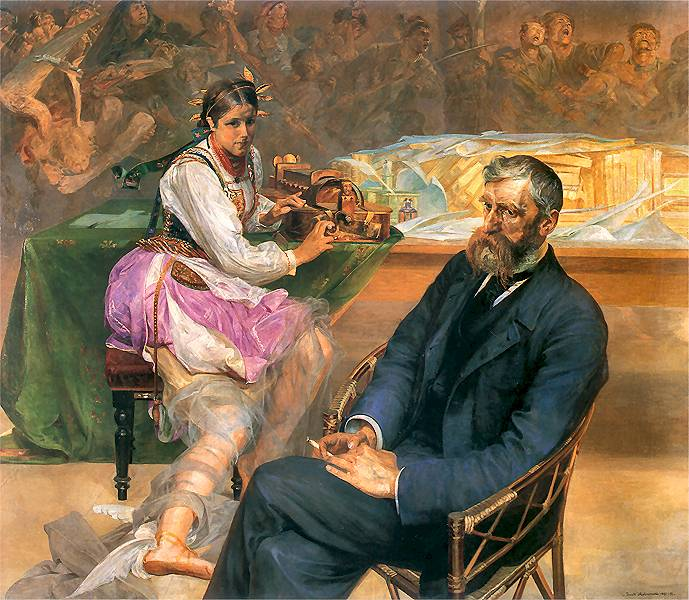
Jacek Malczewski: Adam Asnyk és múzsája, 1894–1897

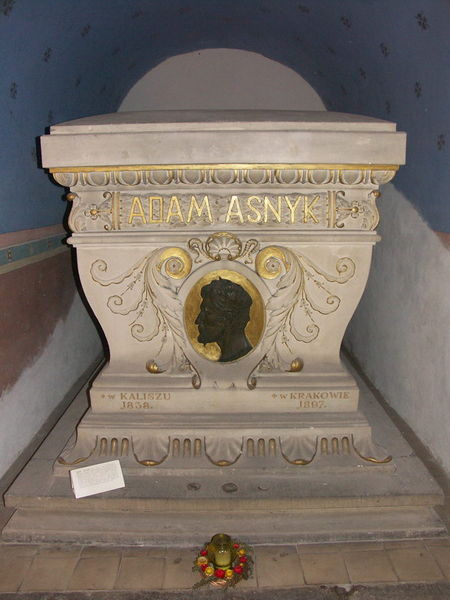
Adam Asnyk koporsója (2004)

Adam Asnyk (El...y álnéven, Kalisz, 1838. szeptember 11. – Krakkó, 1897. július 2.) lengyel költő, író.

## Élete
Fiatal korában beutazta Európát, szabadságmozgalmakban tevékenykedett. Részt vett az 1863-as felkelésben, melynek leverése után külföldre menekült, 1867-től Galíciában, majd 1870-től főként Krakkóban élt. 1882–1894 között a Nowa Reforma című lap szerkesztője volt. Képviselő a galíciai országgyűlésben.
A lengyel pozitivista társadalmi és kulturális mozgalom egyik kiemelkedő alakja volt. Mély humanizmussal rajzolta meg kora társadalmi igazságtalanságait.
A lírai költeményeit El...y álnév alatt adta ki, ezek pesszimisztikus motívumokkal telítettek.

## Művei

### Költeményei
- Poezje[1] (1869, 1872, 1880, 1894)

### Nevezetesebb színművei
- A pártok harca
- Cola Rienzi (dráma, 1874)
- Barcia Lerche (A Lerche-fivérek, dráma, 1888)
- Kiejstut (tragédia öt felvonásban)[2]
- Jób barátai